# Vall de Almonacid (kommun)
Vall de Almonacid är en kommun i Spanien.   Den ligger i provinsen Província de Castelló och regionen Valencia, i den östra delen av landet, 280 km öster om huvudstaden Madrid. Antalet invånare är 273.